# 橡皮筋槍

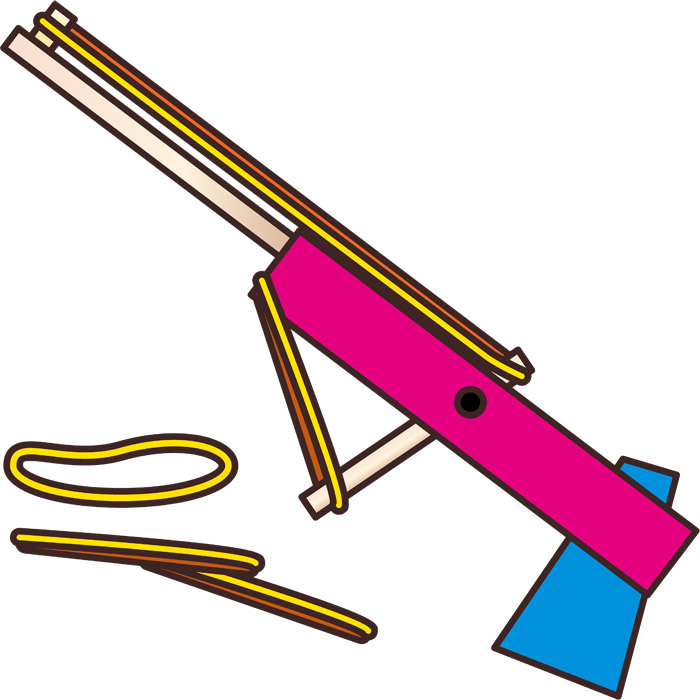
橡皮筋槍示意圖

橡皮筋槍是一種可以發射一條或多條橡皮筋的設備，主要是依靠機械原理讓橡皮筋固定後射擊。橡皮筋槍可以做為玩具或武器。
橡皮筋槍的歷史可以追溯到1845年3月17日，由橡皮筋的發明者史蒂芬·派瑞發明。

## 款式
橡皮筋槍大小不一，小則像真實槍械中的手槍大小，大則像重機槍的大小。
橡皮筋槍大部份模仿的對象是槍械，但也有其他形狀的特殊型（例：火砲、弩）。

### 射擊方式
橡皮筋槍因創作者的部分創意來自於槍械，所以橡皮筋槍由原本的單發射擊演變成連續射擊或多發射擊（多條橡皮筋擊出）。

## 危險性
橡皮筋槍擊發出的橡皮筋具有一定的危險性,如沒戴上護目鏡或防護衣等防護裝備容易造成終身傷害。